# ساتانا
ساتانا (به انگلیسی: Satana) یک منطقهٔ مسکونی در هند است که در بخش ناشیک (هند) واقع شده‌است. ساتانا ۳۲٬۵۵۱ نفر جمعیت دارد و ۵۴۴ متر بالاتر از سطح دریا واقع شده‌است.